# Mariensäule (Vohburg an der Donau)

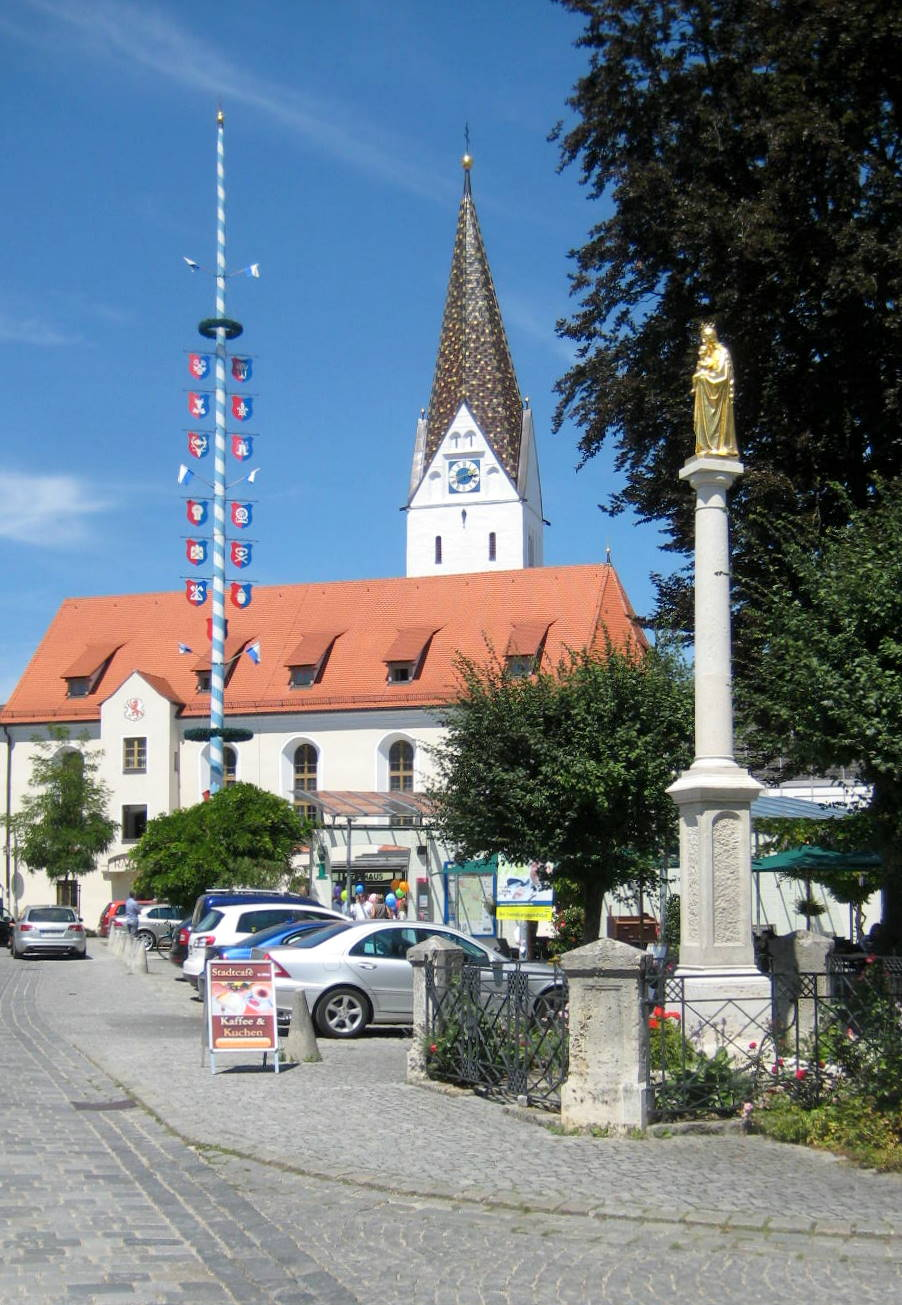
Mariensäule in Vohburg an der Donau

Die Mariensäule in Vohburg an der Donau, einer Stadt im oberbayerischen Landkreis Pfaffenhofen an der Ilm, wurde im 19. Jahrhundert errichtet. Die Mariensäule auf dem Ulrich-Steinberger-Platz gehört zu den geschützten Baudenkmälern in Bayern.
Die vergoldete Gusseisenplastik der bekrönten Madonna mit Kind steht auf einer hohen Kalksteinsäule mit schmiedeeiserner Einfriedung.